# Hyjé!
Hyjé (2004) je název čtvrtého řadového alba skupiny Traband. Tvoří ho 14 písniček, jedna bonusová instrumentálka a dvě videa na datové stopě CD: klip k písni Černej pasažér a krátké video z koncertu v pražském klubu Dobeška. CD také obsahuje báseň v morseovce básníka Tomáše Lébra (mezi písněmi Lovci lebek a Krasojezdkyně!).

## Seznam písní
1. Katarína! – 2:11
2. Nemám rád trpaslíky – 2:39 (Jana Modráčková / Jarda Svoboda)
3. Ve zlatém kočáře – 2:27
4. Marie! – 3:53
5. V Babylůně – 1:49
6. Lano, co k nebi nás poutá – 3:08
7. Když si báječnou ženskou vezme idiot – 2:08
8. Zloděj a dezertér – 5:33
9. Mraky – 2:24
10. Černej pasažér – 4:55
11. O malém rytíři – 4:27
12. Vraťte mi mou hlavu – 2:26
13. Lovci lebek – 3:54
14. Krasojezdkyně! – 3:18
15. „Orba“ (Hyjé) – v podstatě předehra k úvodní Kataríně.

Písně lze rozdělit do několika kategorií:

- Starší písně z prvního období Trabandu (viz demo DémoNahrávky): Ve zlatém kočáře, Marie! a O malém rytíři
- Písně již delší dobu před vydáním alba zařazené v koncertním repertoáru skupiny: V Babylůně a Mraky
- Písně Ultrabandu (tj. zvláštní sekce Trabandu, která posléze se skupinou fúzovala), které byly prvně představeny na vánočním koncertě Trabandu roku 2003, kde Jarda Svoboda hraje na baskytaru: Zloděj a dezertér, Lovci lebek, Krasojezdkyně! a patrně i Katarína![1] (přestože v ní Jarda nehraje na baskytaru)
- Písně, které skupina zařazovala do koncertního repertoáru až během roku 2004: všechny ostatní písně

## Obsazení
- Jarda Svoboda: zpěv, akordeon, baskytara (8, 13 a 14), akustická kytara (10), klarinet (5), charango (13), zobcová flétna (13)
- Jana Modráčková: trumpeta, křídlovka (4 a 13), Panova flétna (13), zpěv
- Václav Pohl: bicí, perkuse, kastrol (9), noviny (11), zpěv
- Jakub Schmid: baskřídlovka, elektrická kytara (11, 12 a 13), kornet (10), sbory
- Evžen Kredenc: banjo, sbory
- Robert Škarda: tuba, sbory

### Hosté
V písni Vraťte mi mou hlavu působí jako host skupina Naholou 25:
- Jakub Sejkora – housle
- Tomáš Černý – tin whistle
- Josef Jeřábek – akordeon, bodhrán

## Ocenění
Album bylo nominováno na ceny Anděl ve dvou kategoriích: World Music a Folk & Country, přičemž první z nich byla proměněna. Vydání desky také odstartovalo vlnu velkého zájmu o Traband, kapela se několikrát objevila v televizi, hodně koncertovala a vydala živé CD+DVD 10 let na cestě.

## Další podrobnosti
Album bylo nahráno, smícháno a masterováno v době mezi 7. červencem až 4. srpnem 2004 ve studiu 3bees v Praze.

CD bylo pokřtěno 25. listopadu 2004 v Praze na Dobešce za účasti hostů bratří Formanů (Matěje a Petra), Petra Viziny, skupiny Naholou 25, Milana Páleše a Tomáše Lébra. V Brně bylo pokřtěno na Musilce 30. listopadu.
Nahrávky Ve zlatém kočáře, O malém rytíři, Mraky a Černej pasažér vyšly na DVD Neslýchané! (2011) tlumočené do znakové řeči.